# Lysiteles montivagus
Lysiteles montivagus är en spindelart som beskrevs av Ono 1979. Lysiteles montivagus ingår i släktet Lysiteles och familjen krabbspindlar.
Artens utbredningsområde är Nepal. Inga underarter finns listade i Catalogue of Life.